# Beppolène
 (janvier 2019).
Si vous disposez d'ouvrages ou d'articles de référence ou si vous connaissez des sites web de qualité traitant du thème abordé ici, merci de compléter l'article en donnant les références utiles à sa vérifiabilité et en les liant à la section « Notes et références ».
Beppolène est un aristocrate franc du VIe siècle.

## Biographie
Beppolène est un Dux franc ayant des possessions en Neustrie, plus précisément dans les pays de Rennes, de Nantes et d'Angers. À la suite de la mort de Chilpéric, il se rallie au roi Gontran, s’attirant ainsi l’inimitié de la veuve de Chilpéric, la reine Frédégonde. Il est tué en 590 aux abords de l'Oust, lors d'une expédition militaire contre les bretons du comte Waroch. Beppolène semble avoir été en concurrence avec un certain Ebrachaire.

## Sources
Beppolène est cité en qualité de dux dans les livres VIII, IX et X de l’Histoire des Francs.